# Gregorius (Benevent)
Gregorius  († 739) war von 732 bis 739 Herzog von Benevent.

## Leben
Gregorius war ein Neffe des Langobardenkönigs Liutprand. Zunächst war Gregorius wahrscheinlich dux von Clusium. Um 732 arrangierte Liutprand die Heirat zwischen Gregorius und Giselperga.
Als dux Romuald II. von Benevent 731 oder 732 starb, entbrannte ein Nachfolgestreit, in dem sich der Usurpator Audelahis zunächst gegen Gisulf II., der noch ein kleines Kind war, durchsetzte. Er regierte zwei Jahre, bevor er von Anhängern Gisulfs gestürzt wurde. König Liutprand, der in die Auseinandersetzungen eingegriffen hatte, setzte seinen eigenen Neffen Gregorius als dux ein und nahm Romualds minderjährigen Sohn Gisulf II. nach Pavia, wo er ihn wie einen Sohn aufzog.
Gregorius siebenjährige Herrschaft scheint im Einklang mit König Liutprands Erwartungen gestanden zu haben, da nichts mehr von Zwistigkeiten in dieser Zeit berichtet wird. Er scheint ein fähiger Herrscher gewesen zu sein, dem es in diesen unruhigen Zeiten gelang, Ruhe und Königstreue zu bewahren.
Nach Gregorius’ Tod im Jahr 739 wurde Godescalcus von einer dem Königtum feindlichen Partei, ohne das königliche Ernennungsrecht anzuerkennen, dux des Benevent.